# بخش بویاکا
شهرستان بویاکا (به اسپانیایی: Boyacá Department) یک سکونتگاه مسکونی در کلمبیا است که در کلمبیا واقع شده‌است.

## خصوصیات
شهرستان بویاکا ۲۳٬۱۸۹ کیلومترمربع مساحت و ۱٬۲۷۲٬۸۴۴ نفر جمعیت دارد.